# Sejm Rzeczypospolitej Polskiej VIII kadencji
Sejm VIII kadencji – skład Sejmu VIII kadencji wyłoniony został w wyborach do Sejmu i Senatu przeprowadzonych 25 października 2015.

## Kadencja Sejmu
Kadencja Sejmu rozpoczęła się 12 listopada 2015, czyli z dniem zebrania się Sejmu na pierwszym posiedzeniu zwołanym przez Prezydenta RP Andrzeja Dudę, a upłynęła w przeddzień pierwszego posiedzenia Sejmu IX kadencji, 11 listopada 2019. 12 listopada posłowie składali ślubowanie, jako pierwszy ślubował marszałek senior Kornel Morawiecki. 26 parlamentarzystów (co stanowiło 5,7% obecnych posłów) złożyło ślubowanie poselskie bez fakultatywnego odwołania się do Boga.

## Posiedzenia Sejmu
Zgodnie z Regulaminem Sejm obraduje na posiedzeniach. Marszałek Sejmu najpóźniej na 7 dni przed planowanym posiedzeniem zawiadamia o dacie i porządku dziennym tego posiedzenia odpowiednie organy (posłów, Prezydenta RP, Marszałka Senatu RP, członków Rady Ministrów, Pierwszego Prezesa Sądu Najwyższego, Prezesa Trybunału Konstytucyjnego, Prokuratora Generalnego, Prezesa NIK, Prezesa NBP, Rzecznika Praw Obywatelskich oraz Rzecznika Praw Dziecka). Termin ten może być skrócony w szczególnie uzasadnionych wypadkach.
Terminarz posiedzeń Sejmu
1. posiedzenie: 12 XI, 13 XI, 16 XI, 18 XI, 19 XI 2015
2. posiedzenie: 25 XI, 26 XI 2015
3. posiedzenie: 2 XII 2015
4. posiedzenie: 9 XII, 10 XII 2015
5. posiedzenie: 15 XII, 16 XII, 17 XII 2015
6. posiedzenie: 21 XII, 22 XII 2015
7. posiedzenie: 29 XII, 30 XII 2015
8. posiedzenie: 13 I, 14 I, 15 I 2016
9. posiedzenie: 27 I, 28 I 2016
10. posiedzenie: 28 I, 29 I 2016
11. posiedzenie: 9 II, 10 II, 11 II 2016
12. posiedzenie: 24 II, 25 II, 26 II 2016
13. posiedzenie: 9 III, 10 III, 11 III 2016
14. posiedzenie: 16 III, 17 III, 18 III 2016
15. posiedzenie: 30 III, 31 III, 1 IV 2016
16. posiedzenie: 12 IV, 13 IV, 14 IV 2016
17. posiedzenie: 27 IV, 28 IV, 29 IV 2016
18. posiedzenie: 11 V, 12 V, 13 V 2016
19. posiedzenie: 18 V, 19 V, 20 V 2016
20. posiedzenie: 8 VI, 9 VI, 10 VI 2016
21. posiedzenie: 21 VI, 22 VI, 23 VI 2016
22. posiedzenie: 5 VII, 6 VII, 7 VII 2016
23. posiedzenie: 19 VII, 20 VII, 21 VII, 22 VII 2016
24. posiedzenie: 5 IX 2016
25. posiedzenie: 13 IX, 14 IX 2016
26. posiedzenie: 21 IX, 22 IX, 23 IX 2016
27. posiedzenie: 4 X, 5 X, 6 X 2016
28. posiedzenie: 19 X, 20 X, 21 X 2016
29. posiedzenie: 3 XI, 4 XI 2016
30. posiedzenie: 15 XI, 16 XI 2016
31. posiedzenie: 29 XI, 30 XI, 1 XII, 2 XII 2016
32. posiedzenie: 13 XII, 14 XII, 15 XII 2016
33. posiedzenie: 16 XII 2016
34. posiedzenie: 11 I, 12 I, 25 I, 26 I 2017
35. posiedzenie: 8 II, 9 II, 10 II 2017
36. posiedzenie: 22 II, 23 II, 24 II 2017
37. posiedzenie: 8 III, 9 III, 10 III 2017
38. posiedzenie: 22 III, 23 III, 24 III 2017
39. posiedzenie: 5 IV, 6 IV, 7 IV 2017
40. posiedzenie: 20 IV, 21 IV 2017
41. posiedzenie: 10 V, 11 V 2017
42. posiedzenie: 24 V, 25 V, 26 V 2017
43. posiedzenie: 7 VI, 8 VI, 9 VI 2017
44. posiedzenie: 20 VI, 21 VI, 22 VI 2017
45. posiedzenie: 5 VII, 7 VII, 12 VI 2017
46. posiedzenie: 18 VII, 19 VII, 20 VII 2017
47. posiedzenie: 12 IX, 13 IX, 14 IX, 15 IX 2017
48. posiedzenie: 27 IX, 28 IX, 29 IX 2017
49. posiedzenie: 10 X, 11 X, 12 X, 13 X 2017
50. posiedzenie: 25 X, 26 X, 27 X 2017
51. posiedzenie: 8 XI, 9 XI 2017
52. posiedzenie: 22 XI, 23 XI, 24 XI 2017
53. posiedzenie: 6 XII, 7 XII, 8 XII 2017
54. posiedzenie: 12 XII, 13 XII, 14 XII, 15 XII 2017
55. posiedzenie: 9 I, 10 I 2018
56. posiedzenie: 11 I 2018
57. posiedzenie: 25 I, 26 I 2018
58. posiedzenie: 6 II, 7 II, 8 II 2018
59. posiedzenie: 27 II, 28 II, 1 III, 6 III 2018
60. posiedzenie: 20 III, 21 III, 22 III 2018
61. posiedzenie: 11 IV, 12 IV, 13 IV 2018
62. posiedzenie: 8 V, 9 V, 10 V, 11 V 2018
63. posiedzenie: 5 VI, 6 VI, 7 VI 2018
64. posiedzenie: 14 VI, 15 VI 2018
65. posiedzenie: 27 VI 2018
66. posiedzenie: 3 VII, 4 VII, 5 VII 2018
67. posiedzenie: 18 VII, 19 VII, 20 VII 2018
68. posiedzenie: 12 IX, 13 IX 2018
69. posiedzenie: 2 X, 3 X, 4 X 2018
70. posiedzenie: 23 X, 24 X 2018
71. posiedzenie: 7 XI, 8 XI, 9 XI 2018
72. posiedzenie: 21 XI, 22 XI, 23 XI 2018
73. posiedzenie: 5 XII, 6 XII, 7 XII 2018
74. posiedzenie: 12 XII, 13 XII, 14 XII 2018
75. posiedzenie: 28 XII 2018
76. posiedzenie: 16 I, 17 I 2019
77. posiedzenie: 30 I, 31 I, 20 II, 21 II, 22 II 2019
78. posiedzenie: 13 III, 14 III, 15 III 2019
79. posiedzenie: 3 IV, 4 IV 2019
80. posiedzenie: 11 IV, 12 IV, 25 IV, 26 IV 2019
81. posiedzenie: 15 V, 16 V 2019
82. posiedzenie: 12 VI, 13 VI, 14 VI 2019
83. posiedzenie: 3 VII, 4 VII 2019
84. posiedzenie: 17 VII, 18 VII, 19 VII 2019
85. posiedzenie: 31 VII, 9 VIII, 30 VIII 2019
86. posiedzenie: 11 IX, 15 X, 16 X 2019

## Marszałek Sejmu
Obowiązki Marszałka Seniora w dniu 12 listopada 2015 do chwili podjęcia uchwały o wyborze Marszałka Sejmu pełnił poseł Kornel Morawiecki (Kukiz’15). Marszałka Seniora wyznaczył Prezydent RP Andrzej Duda spośród grupy posłów o najstarszym wieku.
Marszałek Sejmu VIII kadencji:
- Marek Kuchciński (Prawo i Sprawiedliwość) od 12 XI 2015 do 9 VIII 2019
- p.o. Ryszard Terlecki w dniu 9 VIII 2019
- Elżbieta Witek (Prawo i Sprawiedliwość) od 9 VIII 2019

## Wicemarszałkowie Sejmu
Liczba wicemarszałków została ustalona na pięć, zgodnie z uchwałą z 12 listopada 2015. Wicemarszałkami zostali wybrani:
- Ryszard Terlecki (Prawo i Sprawiedliwość) od 12 XI 2015
- Małgorzata Kidawa-Błońska (Platforma Obywatelska-Koalicja Obywatelska) od 12 XI 2015
- Barbara Dolniak (Platforma Obywatelska-Koalicja Obywatelska) od 12 XI 2015
- Stanisław Tyszka (Kukiz’15) od 12 XI 2015
- Małgorzata Gosiewska (Prawo i Sprawiedliwość) od 12 VI 2019
- Beata Mazurek (Prawo i Sprawiedliwość) od 11 I 2018 do 28 V 2019
- Joachim Brudziński (Prawo i Sprawiedliwość) od 12 XI 2015 do 9 I 2018

## Prezydium Sejmu
W skład Prezydium Sejmu wchodzą marszałek oraz wicemarszałkowie Sejmu RP. Są to:
- Elżbieta Witek (Prawo i Sprawiedliwość) – marszałek Sejmu RP (od 09-08-2019, do tej daty Marek Kuchciński)
- Ryszard Terlecki (Prawo i Sprawiedliwość) – wicemarszałek Sejmu RP
- Małgorzata Gosiewska (Prawo i Sprawiedliwość) – wicemarszałek Sejmu RP
- Małgorzata Kidawa-Błońska (Platforma Obywatelska-Koalicja Obywatelska) – wicemarszałek Sejmu RP
- Barbara Dolniak (Platforma Obywatelska-Koalicja Obywatelska) – wicemarszałek Sejmu RP
- Stanisław Tyszka (Kukiz’15) – wicemarszałek Sejmu RP.

## Konwent Seniorów
W skład Konwentu Seniorów wchodzą marszałek, wicemarszałkowie Sejmu RP oraz przewodniczący lub wiceprzewodniczący klubów lub kół. Są to:
- Elżbieta Witek (Prawo i Sprawiedliwość) – marszałek Sejmu RP (od 09-08-2019, do tej daty Marek Kuchciński)
- Ryszard Terlecki (Prawo i Sprawiedliwość) – wicemarszałek Sejmu RP, przewodniczący klubu
- Małgorzata Gosiewska (Prawo i Sprawiedliwość) – wicemarszałek Sejmu RP
- Małgorzata Kidawa-Błońska (Platforma Obywatelska-Koalicja Obywatelska) – wicemarszałek Sejmu RP
- Barbara Dolniak (Platforma Obywatelska-Koalicja Obywatelska) – wicemarszałek Sejmu RP
- Stanisław Tyszka (Kukiz’15) – wicemarszałek Sejmu RP
- Sławomir Neumann (Platforma Obywatelska-Koalicja Obywatelska) – przewodniczący klubu
- Paweł Kukiz (Kukiz’15) – przewodniczący klubu
- Władysław Kosiniak-Kamysz (Polskie Stronnictwo Ludowe–Koalicja Polska) – przewodniczący klubu

## Kluby i koła parlamentarne
| Klub/koło             | Nazwa                                        | Przewodniczący            | Data powstania         | Liczba posłów    | Liczba posłów            | +/− |
| Klub/koło             | Nazwa                                        | Przewodniczący            | Data powstania         | w dniu powstania | w ostatnim dniu kadencji | +/− |
| --------------------- | -------------------------------------------- | ------------------------- | ---------------------- | ---------------- | ------------------------ | --- |
| Klub                  | Prawo i Sprawiedliwość                       | Ryszard Terlecki          | 12 listopada 2015(dts) | 235              | 239                      | 4   |
| Klub                  | Platforma Obywatelska – Koalicja Obywatelska | vacat                     | 12 listopada 2015(dts) | 138              | 155                      | 17  |
| Klub                  | Polskie Stronnictwo Ludowe – Koalicja Polska | Władysław Kosiniak-Kamysz | 12 listopada 2015(dts) | 16               | 22                       | 6   |
| Klub                  | Kukiz’15                                     | Paweł Kukiz               | 12 listopada 2015(dts) | 42               | 16                       | 26  |
| Koło                  | Konfederacja                                 | Jakub Kulesza             | 22 listopada 2018      | 0                | 4                        | 4   |
| Koło                  | Unia Polityki Realnej                        | Jerzy Kozłowski           | 9 sierpnia 2019        | 0                | 4                        | 4   |
| Koło                  | Przywrócić Prawo                             | Janusz Sanocki            | 9 sierpnia 2019        | 0                | 3                        | 3   |
| Koło                  | Teraz!                                       | Ryszard Petru             | 15 czerwca 2018        | 0                | 3                        | 3   |
| Klub                  | Nowoczesna                                   | Paweł Pudłowski           | 12 listopada 2015(dts) | 28               | 0                        | 28  |
| posłowie niezrzeszeni | posłowie niezrzeszeni                        | posłowie niezrzeszeni     | posłowie niezrzeszeni  | 1                | 12                       | 11  |
| wakaty                | wakaty                                       | wakaty                    | wakaty                 | 0                | 2                        | 2   |

## Komisje
Zgodnie z regulaminem w Sejmie jest 27 komisji stałych. Komisje stałe dzieli się na trzy kategorie: duże, średnie, małe. Niektórych komisji ten podział nie obowiązuje (m.in. komisji do Spraw Służb Specjalnych). Oprócz nich Sejm może powołać komisje nadzwyczajne oraz komisje śledcze.

### Komisje stałe

#### Liczba miejsc przysługująca klubom i kołu
| Klub                       | Rodzaj komisji | Rodzaj komisji | Rodzaj komisji | Komisja ds. Unii Europejskiej | Komisja ds. Służb Specjalnych | Komisja Etyki Poselskiej |
| Klub                       | duża           | średnia        | mała           | Komisja ds. Unii Europejskiej | Komisja ds. Służb Specjalnych | Komisja Etyki Poselskiej |
| -------------------------- | -------------- | -------------- | -------------- | ----------------------------- | ----------------------------- | ------------------------ |
| Prawo i Sprawiedliwość     | 20             | 14             | 9              | 24                            | 4                             | 1                        |
| Platforma Obywatelska      | 12             | 8              | 5              | 14                            | 1                             | 1                        |
| Kukiz’15                   | 4              | 2              | 1              | 3                             | 1                             | 1                        |
| Nowoczesna                 | 2              | 2              | 1              | 2                             | 1                             | 1                        |
| Polskie Stronnictwo Ludowe | 1              | 1              | 1              | 2                             | 0                             | 1                        |
| Łącznie                    | 39             | 27             | 17             | 45                            | 7                             | 5                        |

#### Lista komisji
| Nazwa                                                 | Skrót | Rodzaj                 | Przewodniczący                | Klub         | Data powstania         | Strona |
| ----------------------------------------------------- | ----- | ---------------------- | ----------------------------- | ------------ | ---------------------- | ------ |
| Administracji i Spraw Wewnętrznych                    | ASW   | duża                   | Arkadiusz Czartoryski         | PiS          | 16 listopada 2015(dts) | www    |
| Cyfryzacji, Innowacyjności i Nowoczesnych Technologii | CNT   | mała                   | Paweł Pudłowski               | PO-KO        | 16 listopada 2015(dts) | www    |
| do Spraw Energii i Skarbu Państwa                     | ESK   | średnia                | Maciej Małecki                | PiS          | 16 listopada 2015(dts) | www    |
| do Spraw Kontroli Państwowej                          | KOP   | mała                   | Wojciech Szarama              | PiS          | 16 listopada 2015(dts) | www    |
| do Spraw Petycji                                      | PET   | mała                   | Sławomir Piechota             | PO-KO        | 16 listopada 2015(dts) | www    |
| do Spraw Służb Specjalnych                            | KSS   | według odrębnych zasad | Marek Opioła                  | PiS          | 18 listopada 2015(dts) | www    |
| do Spraw Unii Europejskiej                            | SUE   | według odrębnych zasad | Jan Dziedziczak               | PiS          | 16 listopada 2015(dts) | www    |
| Edukacji, Nauki i Młodzieży                           | ENM   | duża                   | Rafał Grupiński               | PO-KO        | 16 listopada 2015(dts) | www    |
| Etyki Poselskiej                                      | EPS   | według odrębnych zasad | Włodzimierz Bernacki          | PiS          | 18 listopada 2015(dts) | www    |
| Finansów Publicznych                                  | FPB   | duża                   | Andrzej Szlachta              | PiS          | 16 listopada 2015(dts) | www    |
| Gospodarki i Rozwoju                                  | GOR   | duża                   | Jerzy Meysztowicz             | PO-KO        | 16 listopada 2015(dts) | www    |
| Gospodarki Morskiej i Żeglugi Śródlądowej             | GMZ   | mała                   | Dorota Arciszewska-Mielewczyk | PiS          | 16 listopada 2015(dts) | www    |
| Infrastruktury                                        | INF   | duża                   | Jerzy Polaczek                | PiS          | 16 listopada 2015(dts) | www    |
| Kultury Fizycznej, Sportu i Turystyki                 | KFS   | średnia                | Ireneusz Raś                  | PO-KO        | 16 listopada 2015(dts) | www    |
| Kultury i Środków Przekazu                            | KSP   | średnia                | Piotr Babinetz                | PiS          | 16 listopada 2015(dts) | www    |
| Łączności z Polakami za Granicą                       | LPG   | duża                   | Anna Schmidt-Rodziewicz       | PiS          | 16 listopada 2015(dts) | www    |
| Mniejszości Narodowych i Etnicznych                   | MNE   | mała                   | Danuta Pietraszewska          | PO-KO        | 16 listopada 2015(dts) | www    |
| Obrony Narodowej                                      | OBN   | średnia                | Michał Jach                   | PiS          | 16 listopada 2015(dts) | www    |
| Ochrony Środowiska, Zasobów Naturalnych i Leśnictwa   | OSZ   | duża                   | Stanisław Gawłowski           | PO-KO        | 16 listopada 2015(dts) | www    |
| Odpowiedzialności Konstytucyjnej                      | ODK   | mała                   | Iwona Arent                   | PiS          | 16 listopada 2015(dts) | www    |
| Polityki Senioralnej                                  | PSN   | mała                   | Małgorzata Zwiercan           | WiS          | 16 listopada 2015(dts) | www    |
| Polityki Społecznej i Rodziny                         | PSR   | duża                   | Urszula Rusecka               | PiS          | 16 listopada 2015(dts) | www    |
| Regulaminowa, Spraw Poselskich i Immunitetowych       | RSP   | mała                   | Włodzimierz Bernacki          | PiS          | 16 listopada 2015(dts) | www    |
| Rolnictwa i Rozwoju Wsi                               | RRW   | duża                   | Jarosław Sachajko             | Kukiz’15     | 16 listopada 2015(dts) | www    |
| Samorządu Terytorialnego i Polityki Regionalnej       | STR   | średnia                | Andrzej Maciejewski           | niezrzeszony | 16 listopada 2015(dts) | www    |
| Spraw Zagranicznych                                   | SZA   | średnia                | Grzegorz Schetyna             | PO-KO        | 16 listopada 2015(dts) | www    |
| Sprawiedliwości i Praw Człowieka                      | SPC   | średnia                | Stanisław Piotrowicz          | PiS          | 16 listopada 2015(dts) | www    |
| Ustawodawcza                                          | UST   | średnia                | Marek Ast                     | PiS          | 16 listopada 2015(dts) | www    |
| Zdrowia                                               | ZDR   | duża                   | Tomasz Latos                  | PiS          | 16 listopada 2015(dts) | www    |

### Komisje nadzwyczajne
| Nazwa                                                                                   | Skrót | Przewodniczący      | Klub | Data powstania         | Data zakończenia       | Strona |
| --------------------------------------------------------------------------------------- | ----- | ------------------- | ---- | ---------------------- | ---------------------- | ------ |
| Komisja Nadzwyczajna do rozpatrzenia projektu uchwały w sprawie zmiany Regulaminu Sejmu | NZR   | Marek Ast           | PiS  | 13 listopada 2015(dts) | 13 listopada 2015(dts) | www    |
| Komisja Nadzwyczajna do spraw zmian w kodyfikacjach                                     | NKK   | Arkadiusz Mularczyk | PiS  | 9 grudnia 2015(dts)    | 12 listopada 2019(dts) | www    |
| Komisja Nadzwyczajna do spraw deregulacji                                               | NDR   | Wojciech Murdzek    | PiS  | 22 czerwca 2016        | 12 listopada 2019(dts) | www    |
| Komisja Nadzwyczajna do rozpatrzenia projektów ustaw z zakresu prawa wyborczego         | NPW   | Anna Milczanowska   | PiS  | 24 listopada 2017      | 12 listopada 2019(dts) | www    |

### Komisje śledcze
| Nazwa | Skrót | Przewodniczący        | Klub | Data powstania     | Data zakończenia          | Strona |
| --- | ----- | --------------------- | ---- | ------------------ | ------------------------- | ------ |
| Komisja śledcza do zbadania prawidłowości i legalności działań organów i instytucji publicznych wobec podmiotów wchodzących w skład Grupy Amber Gold | SKAG  | Małgorzata Wassermann | PiS  | 19 lipca 2016(dts) | 17 października 2019(dts) | www    |
| Komisja Śledcza do zbadania prawidłowości i legalności działań oraz występowania zaniedbań i zaniechań organów i instytucji publicznych w zakresie zapewnienia dochodów Skarbu Państwa z tytułu podatku od towarów i usług i podatku akcyzowego w okresie od grudnia 2007 r. do listopada 2015 r. | SKVAT | Marcin Horała         | PiS  | 5 lipca 2018       | 11 września 2019(dts)     | www    |

## Zespoły parlamentarne
| Nazwa | Przewodniczący                | Klub                | Data powstania         | Data zakończenia | Liczba członków | Liczba członków | Liczba członków | strona |
| Nazwa | Przewodniczący                | Klub                | Data powstania         | Data zakończenia | posłów          | senatorów       | razem           | strona |
| --- | ----------------------------- | ------------------- | ---------------------- | ---------------- | --------------- | --------------- | --------------- | ------ |
| Dolnośląski Zespół Parlamentarny | Zofia Czernow                 | PO-KO               | 10 grudnia 2015(dts)   |                  | 16              | 0               | 16              | www    |
| Eurorealistyczny Zespół Parlamentarny | Tomasz Rzymkowski             | PiS                 | 29 lutego 2016         |                  | 8               | 0               | 8               | www    |
| Karkonosko-Izerski Zespół Parlamentarny | Zofia Czernow                 | PO-KO               | 9 grudnia 2015(dts)    |                  | 12              | 0               | 12              | www    |
| Kaszubski Zespół Parlamentarny | Kazimierz Kleina              | PO-KO               | 26 listopada 2015(dts) |                  | 5               | 9               | 14              | www    |
| Kujawsko-Pomorski Zespół Parlamentarny | Jan Ardanowski                | PiS                 | 12 kwietnia 2016       |                  | 13              | 2               | 15              | www    |
| Lubuski Zespół Parlamentarny | Tomasz Kucharski              | PO-KO               | 10 grudnia 2015(dts)   |                  | 10              | 3               | 13              | www    |
| Małopolski Zespół Parlamentarny | Norbert Kaczmarczyk           | PiS                 | 22 lipca 2016          |                  | 11              | 0               | 11              | www    |
| Narodowo-Demokratyczny Zespół Parlamentarny | Sylwester Chruszcz            | WiS                 | 11 grudnia 2015(dts)   |                  | 12              | 1               | 13              | www    |
| Opolski Zespół Parlamentarny | Antoni Duda                   | PiS                 | 13 stycznia 2016       |                  | 10              | 0               | 10              | www    |
| Parlamentarna grupa ds. Autyzmu | Bernadeta Krynicka            | PiS                 | 9 lutego 2016          |                  | 9               | 0               | 9               | www    |
| Parlamentarna Grupa Kobiet | Bożena Szydłowska             | PO-KO               | 25 listopada 2015(dts) |                  | 42              | 0               | 42              | www    |
| Parlamentarny Zespół Członków i Sympatyków Ruchu Światło-Życie, Akcji Katolickiej oraz Stowarzyszenia Rodzin Katolickich                                                                          | Robert Telus                  | PiS                 | 17 listopada 2015(dts) |                  | 49              | 5               | 54              | www    |
| Parlamentarny Zespół dla Przywrócenia Zasad Moralnych w Medycynie | Krystyna Wróblewska           | PiS                 | 18 marca 2016          |                  | 7               | 0               | 7               | www    |
| Parlamentarny Zespół do spraw budowy dróg ekspresowych S 6 i S 11 | Marcin Porzucek               | PiS                 | 18 maja 2016           |                  | 16              | 1               | 17              | www    |
| Parlamentarny Zespół do spraw kaskadyzacji dolnej Wisły ze szczególnym uwzględnieniem budowy kolejnego stopnia wodnego pod Włocławkiem                                                            | Łukasz Zbonikowski            | PiS                 | 7 lipca 2016           |                  | 13              | 1               | 14              | www    |
| Parlamentarny Zespół do spraw kontaktów z Królestwem Arabii Saudyjskiej | Krystyna Wróblewska           | PiS                 | 28 kwietnia 2016       |                  | 9               | 0               | 9               | www    |
| Parlamentarny Zespół Do Spraw Ładu Konstytucyjnego i Praworządności | Kamila Gasiuk-Pihowicz        | PO-KO               | 16 marca 2016          |                  | 11              | 1               | 12              | www    |
| Parlamentarny Zespół do spraw prawa geodezyjnego i rozgraniczeń nieruchomości | Barbara Dziuk                 | PiS                 | 12 lipca 2017          |                  | 8               | 1               | 9               | www    |
| Parlamentarny Zespół do Spraw Rozwoju Dróg Wodnych | Jerzy Wcisła                  | PO                  | 21 czerwca 2017        |                  | 12              | 11              | 23              | www    |
| Parlamentarny Zespół do spraw równości i sprawiedliwości społecznej | Joanna Schmidt                | Teraz!              | 6 czerwca 2017         |                  | 9               | 0               | 9               | www    |
| Parlamentarny Zespół do spraw Rzemiosła i Szkolnictwa Zawodowego | Jacek Tomczak                 | PO-KO               | 27 stycznia 2016       |                  | 10              | 0               | 10              | www    |
| Parlamentarny Zespół do spraw szpitali wydzierżawionych spółkom |                               |                     | 22 czerwca 2017        |                  | 2               | 0               | 2               | www    |
| Parlamentarny Zespół „Dobro dziecka jako cel najwyższy” | Barbara Chrobak               | Kukiz’15            | 6 lipca 2016           |                  | 10              | 0               | 10              | www    |
| Parlamentarny Zespół ds. Afryki | Killion Munyama               | PO-KO               | 19 listopada 2015(dts) |                  | 39              | 2               | 41              | www    |
| Parlamentarny Zespół ds. Ameryki Łacińskiej | Piotr Pyzik                   | PiS                 | 20 lipca 2018          |                  | 10              | 0               | 10              | www    |
| Parlamentarny Zespół ds. Ameryki Środkowej i Karaibów | Jerzy Federowicz              | PO                  | 13 kwietnia 2016       |                  | 9               | 8               | 17              | www    |
| Parlamentarny Zespół ds. badań polarnych | Piotr Pyzik                   | PiS                 | 14 czerwca 2018        |                  | 7               | 0               | 7               | www    |
| Parlamentarny Zespół ds. Bezpieczeństwa Narodowego | Paweł Bejda                   | PSL-Koalicja Polska | 10 maja 2017           |                  | 15              | 0               | 15              | www    |
| Parlamentarny Zespół ds. Bezpieczeństwa Programu Szczepień Ochronnych Dzieci i Dorosłych | Piotr Liroy-Marzec            | K                   | 1 lutego 2016          |                  | 4               | 0               | 4               | www    |
| Parlamentarny Zespół ds. Bezpieczeństwa Ruchu Drogowego | Michał Szczerba               | PO-KO               | 25 listopada 2015(dts) |                  | 6               | 0               | 6               | www    |
| Parlamentarny Zespół ds. Białorusi | Robert Tyszkiewicz            | PO-KO               | 29 stycznia 2016       |                  | 7               | 0               | 7               | www    |
| Parlamentarny Zespół ds. Boreliozy | Alicja Kaczorowska            | PiS                 | 14 czerwca 2016        |                  | 6               | 0               | 6               | www    |
| Parlamentarny Zespół ds. Brydża Sportowego | Tomasz Latos                  | PiS                 | 7 października 2016    |                  | 12              | 0               | 12              | www    |
| Parlamentarny Zespół ds. budowy drogi ekspresowej S10 | Marcin Porzucek               | PiS                 | 4 grudnia 2018         |                  | 5               | 0               | 5               | www    |
| Parlamentarny Zespół ds. budowy drogi ekspresowej S-12 | Andrzej Kosztowniak           | PiS                 | 30 grudnia 2015(dts)   |                  | 9               | 0               | 9               | www    |
| Parlamentarny Zespół ds. Budowy Drogi Ekspresowej S74 | Adam Cyrański                 | niez.               | 12 kwietnia 2016       |                  | 8               | 0               | 8               | www    |
| Parlamentarny Zespół ds. budowy obwodnic i dróg alternatywnych przy autostradzie A1 i DK1 | Anna Milczanowska             | PiS                 | 15 stycznia 2016       |                  | 14              | 2               | 16              | www    |
| Parlamentarny Zespół ds. budowy obwodnicy Łomży i Drogi Ekspresowej S61 – Via Baltica | Bernadeta Krynicka            | PiS                 | 25 lutego 2016         |                  | 13              | 0               | 13              | www    |
| Parlamentarny Zespół ds. Budowy Szpitala Dziecięcego w Poznaniu | Tadeusz Dziuba                | PiS                 | 25 listopada 2015(dts) |                  | 9               | 0               | 9               | www    |
| Parlamentarny Zespół ds. cukrzycy | Lidia Gądek                   | PO-KO               | 21 października 2016   |                  | 21              | 0               | 21              | www    |
| Parlamentarny Zespół ds. Cyfryzacji, Innowacyjności, IT i High-Tech | Maciej Masłowski              | Kukiz’15            | 10 lutego 2016         |                  | 10              | 0               | 10              | www    |
| Parlamentarny Zespół ds. Cyfryzacji Szpitali i Placówek Medycznych | Barbara Dziuk                 | PiS                 | 19 lipca 2016          |                  | 12              | 0               | 12              | www    |
| Parlamentarny Zespół ds. Debaty Publicznej | Robert Winnicki               | K                   | 10 maja 2017           |                  | 3               | 0               | 3               | www    |
| Parlamentarny Zespół ds. Dialogu i Komunikacji Społecznej | Janusz Śniadek                | PiS                 | 20 października 2016   |                  | 8               | 0               | 8               | www    |
| Parlamentarny Zespół ds. Dialogu Międzykulturowego i Międzyreligijnego | Paweł Skutecki                | Kukiz’15            | 1 grudnia 2016         |                  | 5               | 0               | 5               | www    |
| Parlamentarny Zespół ds. Działań na rzecz Młodzieży |                               |                     | 13 września 2018       |                  | 5               | 0               | 5               | www    |
| Parlamentarny Zespół ds. Dzieci | Alicja Chybicka               | PO-KO               | 13 stycznia 2016       |                  | 18              | 18              | 36              | www    |
| Parlamentarny Zespół ds. Dziedzictwa Świętego Jana Pawła II | Czesław Sobierajski           | PiS                 | 21 stycznia 2016       |                  | 19              | 0               | 19              | www    |
| Parlamentarny Zespół ds. ekonomii i przedsiębiorczości społecznej | Agnieszka Ścigaj              | Kukiz’15            | 17 grudnia 2015(dts)   |                  | 15              | 1               | 16              | www    |
| Parlamentarny Zespół ds. Energetycznego Pakietu Zimowego | Andrzej Czerwiński            | PO-KO               | 21 kwietnia 2017       |                  | 21              | 0               | 21              | www    |
| Parlamentarny Zespół ds. Energetyki | Grzegorz Matusiak             | PiS                 | 12 stycznia 2016       |                  | 29              | 10              | 39              | www    |
| Parlamentarny Zespół ds. Energetyki Jądrowej | Jan Klawiter                  | niez.               | 5 lipca 2017           |                  | 6               | 1               | 7               | www    |
| Parlamentarny Zespół ds. Harcerstwa w Polsce i Poza Granicami Kraju | Kazimierz Wiatr               | PiS                 | 29 stycznia 2016       |                  | 5               | 5               | 10              | www    |
| Parlamentarny Zespół ds. inwestycji: „Złoczew – eksploatacja złoża węgla brunatnego jako element bezpieczeństwa energetycznego kraju”                                                             | Dariusz Kubiak                | PiS                 | 12 kwietnia 2016       |                  | 17              | 0               | 17              | www    |
| Parlamentarny Zespół ds. Kompleksu Energetyczno-Kopalnianego Gubin-Brody oraz Pokładów Miedziowych w rejonie Bytomia Odrzańskiego                                                                 | Jacek Kurzępa                 | PiS                 | 8 maja 2016            |                  | 8               | 0               | 8               | www    |
| Parlamentarny Zespół ds. kontaktów z Bangladeszem |                               |                     | 22 lipca 2016          |                  | 6               | 0               | 6               | www    |
| Parlamentarny Zespół ds. kontaktów z Katarem | Tomasz Rzymkowski             | PiS                 | 29 lutego 2016         |                  | 5               | 0               | 5               | www    |
| Parlamentarny Zespół ds. kontaktów z Pakistanem | Bartosz Jóźwiak               | Kukiz’15            | 29 lutego 2016         |                  | 5               | 0               | 5               | www    |
| Parlamentarny Zespół ds. kopalni Krupiński | Jacek Wilk                    | K                   | 19 lipca 2018          |                  | 3               | 0               | 3               | www    |
| Parlamentarny Zespół ds. Kresów, Kresowian i Dziedzictwa Ziem Wschodnich Dawnej Rzeczypospolitej                                                                                                  | Marek Ast                     | PiS                 | 19 listopada 2015(dts) |                  | 23              | 0               | 23              | www    |
| Parlamentarny Zespół ds. Kultury i Tradycji Łowiectwa | Edward Siarka                 | PiS                 | 25 listopada 2015(dts) |                  | 31              | 3               | 34              | www    |
| Parlamentarny Zespół ds. Kultury, Tradycji i Dziedzictwa Małych Ojczyzn | Maria Koc                     | PiS                 | 13 kwietnia 2016       |                  | 1               | 18              | 19              | www    |
| Parlamentarny Zespół ds. Łuszczycy | Magdalena Kochan              | PO-KO               | 20 maja 2016           |                  | 8               | 0               | 8               | www    |
| Parlamentarny Zespół ds. marihuany medycznej | Piotr Liroy-Marzec            | K                   | 19 lipca 2016          |                  | 13              | 0               | 13              | www    |
| Parlamentarny Zespół ds. Mediów Publicznych | Grzegorz Furgo                | PO-KO               | 17 listopada 2016      |                  | 17              | 0               | 17              | www    |
| Parlamentarny Zespół ds. Miast Polskich | Jacek Sasin                   | PiS                 | 3 grudnia 2015(dts)    |                  | 34              | 0               | 34              | www    |
| Parlamentarny Zespół ds. modernizacji drogi 59 i S16 | Jerzy Gosiewski               | PiS                 | 29 stycznia 2016       |                  | 5               | 0               | 5               | www    |
| Parlamentarny Zespół ds. modernizacji dróg krajowych 51 i 57 | Adam Ołdakowski               | PiS                 | 29 stycznia 2016       |                  | 3               | 0               | 3               | www    |
| Parlamentarny Zespół ds. modernizacji dróg krajowych 58 i 63 | Jerzy Małecki                 | PiS                 | 10 lutego 2016         |                  | 4               | 0               | 4               | www    |
| Parlamentarny Zespół ds. Monitorowania Przestrzegania Praw Człowieka i Obywatela | Mirosław Suchoń               | .N                  | 12 czerwca 2017        |                  | 39              | 0               | 39              | www    |
| Parlamentarny Zespół ds. Morskiej Energetyki Wiatrowej | Zbigniew Gryglas              | PiS                 | 8 listopada 2017       |                  | 21              | 1               | 22              | www    |
| Parlamentarny Zespół ds. Motocyklistów i Quadowców | Iwona Michałek                | PiS                 | 25 maja 2017           |                  | 13              | 0               | 13              | www    |
| Parlamentarny Zespół ds. Narodowego Programu Rewitalizacji, Rozwoju i Wykorzystania Potencjału Gospodarczego Polskich Rzek                                                                        | Paweł Skutecki                | Kukiz’15            | 29 stycznia 2016       |                  | 15              | 2               | 17              | www    |
| Parlamentarny Zespół ds. Obrony Polskiej Samorządności | Piotr Zgorzelski              | PSL-UED             | 17 stycznia 2016       |                  | 31              | 1               | 32              | www    |
| Parlamentarny Zespół ds. Obrony Przedsiębiorców i Podatników | Sylwester Chruszcz            | WiS                 | 8 czerwca 2017         | 10 maja 2018     | 6               | 0               | 6               | www    |
| Parlamentarny Zespół ds. Ochotniczej Straży Pożarnej i Ochrony Przeciwpożarowej | Norbert Kaczmarczyk           | Kukiz’15            | 22 lipca 2016          |                  | 7               | 0               | 7               | www    |
| Parlamentarny Zespół ds. Ochotniczych Hufców Pracy | Małgorzata Wypych             | PiS                 | 9 czerwca 2016         |                  | 23              | 0               | 23              | www    |
| Parlamentarny Zespół ds. Ochrony Puszczy Białowieskiej | Tomasz Cimoszewicz            | PO-KO               | 20 maja 2016           |                  | 26              | 0               | 26              | www    |
| Parlamentarny Zespół ds. Onkologii | Marek Hok                     | PO-KO               | 29 stycznia 2016       |                  | 13              | 2               | 15              | www    |
| Parlamentarny Zespół ds. Opieki nad Osobami Niesamodzielnymi | Mieczysław Augustyn           | PO                  | 17 marca 2016          |                  | 6               | 3               | 9               | www    |
| Parlamentarny Zespół ds. Organizacji Ochrony Zdrowia | Anna Czech                    | PiS                 | 19 listopada 2015(dts) |                  | 17              | 1               | 18              | www    |
| Parlamentarny Zespół ds. organizacji pozarządowych i ruchów obywatelskich | Monika Wielichowska           | PO-KO               | 15 grudnia 2017        |                  | 3               | 1               | 4               | www    |
| Parlamentarny Zespół ds. Organizacji Światowych Dni Młodzieży Kraków 2016 | Wojciech Kossakowski          | PiS                 | 30 grudnia 2015(dts)   |                  | 17              | 5               | 22              | www    |
| Parlamentarny Zespół ds. Osób Głuchych | Kornelia Wróblewska           | PO-KO               | 22 kwietnia 2016       |                  | 5               | 0               | 5               | www    |
| Parlamentarny Zespół ds. Osób Niepełnosprawnych | Jan Filip Libicki             | PO                  | 26 listopada 2015(dts) |                  | 10              | 9               | 19              | www    |
| Parlamentarny Zespół ds. osób z niepełnosprawnością narządu wzroku | Małgorzata Wypych             | PiS                 | 23 czerwca 2016        |                  | 8               | 0               | 8               | www    |
| Parlamentarny Zespół ds. Oszacowania Wysokości Odszkodowań Należnych Polsce Od Niemiec Za Szkody Wyrządzone W Trakcie II Wojny Światowej                                                          | Arkadiusz Mularczyk           | PiS                 | 27 września 2017       |                  | 24              | 2               | 26              | www    |
| Parlamentarny Zespół ds. OZE |                               |                     | 4 listopada 2016       |                  | 9               | 0               | 9               | www    |
| Parlamentarny Zespół ds. pielęgniarek, położnych i innych pracowników opieki zdrowotnej | Bernadeta Krynicka            | PiS                 | 29 grudnia 2015(dts)   |                  | 14              | 0               | 14              | www    |
| Parlamentarny Zespół ds. Poczty Polskiej | Arkadiusz Czartoryski         | PiS                 | 7 kwietnia 2017        |                  | 15              | 0               | 15              | www    |
| Parlamentarny Zespół ds. Podstawowej Opieki Zdrowotnej i Profilaktyki | Lidia Gądek                   | PO-KO               | 16 grudnia 2015(dts)   |                  | 16              | 0               | 16              | www    |
| Parlamentarny Zespół ds. Policji | Grzegorz Piechowiak           | PiS                 | 21 września 2016       |                  | 15              | 0               | 15              | www    |
| Parlamentarny Zespół ds. Polityki Klastrowej | Maciej Masłowski              | Kukiz’15            | 21 października 2016   |                  | 8               | 1               | 9               | www    |
| Parlamentarny Zespół ds. Polityki Miejskiej | Michał Szczerba               | PO-KO               | 24 marca 2016          |                  | 10              | 0               | 10              | www    |
| Parlamentarny Zespół ds. Polski Wschodniej | Bożena Kamińska               | PO-KO               | 13 września 2016       |                  | 22              | 0               | 22              | www    |
| Parlamentarny Zespół ds. Polskiego Rolnictwa |                               |                     | 10 maja 2017           |                  | 14              | 0               | 14              | www    |
| Parlamentarny Zespół ds. polskiego zielarstwa | Paweł Skutecki                | Kukiz’15            | 9 stycznia 2018        |                  | 3               | 0               | 3               | www    |
| Parlamentarny Zespół ds. Polskiej Edukacji | Krystian Jarubas              | PSL-UED             | 10 maja 2017           |                  | 15              | 0               | 15              | www    |
| Parlamentarny Zespół ds. Polsko-Japońskiej Współpracy Gospodarczej | Piotr Cieśliński              | PO-KO               | 3 grudnia 2015(dts)    |                  | 15              | 0               | 15              | www    |
| Parlamentarny Zespół ds. Praw Pacjentów | Krzysztof Ostrowski           | PiS                 | 10 grudnia 2015(dts)   |                  | 10              | 1               | 11              | www    |
| Parlamentarny Zespół ds. prawa spółdzielczego | Gabriela Masłowska            | PiS                 | 23 września 2016       |                  | 10              | 2               | 13              | www    |
| Parlamentarny Zespół ds. Prawa Własności Warstwowej | Zbigniew Gryglas              | PiS                 | 26 stycznia 2018       |                  | 16              | 1               | 17              | www    |
| Parlamentarny Zespół ds. programu „Aktywna Rodzina” | Ryszard Petru                 | Teraz!              | 22 maja 2017           |                  | 12              | 0               | 12              | www    |
| Parlamentarny Zespół ds. Promocji Badmintona | Zbigniew Dolata               | PiS                 | 23 lutego 2016         |                  | 22              | 0               | 22              | www    |
| Parlamentarny Zespół ds. Promocji Żużla | Tomasz Latos                  | PiS                 | 24 kwietnia 2016       |                  | 11              | 3               | 14              | www    |
| Parlamentarny Zespół ds. propagowania w społeczeństwie prozdrowotnej aktywności fizycznej jaką jest nordic walking                                                                                | Grzegorz Raczak               | PiS                 | 21 czerwca 2017        |                  | 14              | 1               | 15              | www    |
| Parlamentarny Zespół ds. Przeciwdziałania i Rozwiązywania Problemów Otyłości | Rajmund Miller                | PO-KO               | 17 listopada 2015(dts) |                  | 10              | 0               | 10              | www    |
| Parlamentarny Zespół ds. Przeciwdziałania Mowie Nienawiści i Ochrony Praw Człowieka | Joanna Scheuring-Wielgus      | Teraz!              | 1 marca 2016           |                  | 15              | 0               | 15              | www    |
| Parlamentarny Zespół ds. Przemysłu Chemicznego | Piotr Cieśliński              | PO-KO               | 21 października 2016   |                  | 16              | 0               | 16              | www    |
| Parlamentarny Zespół ds. Przyszłości Edukacji | Kinga Gajewska                | PO-KO               | 1 grudnia 2017         |                  | 17              | 0               | 17              | www    |
| Parlamentarny Zespół ds. przyszłości Unii Europejskiej | Adam Szłapka                  | .N                  | 23 czerwca 2016        |                  | 40              | 0               | 40              | www    |
| Parlamentarny Zespół ds. Ratownictwa Górskiego i Wodnego | Edward Siarko                 | PiS                 | 11 grudnia 2015(dts)   |                  | 6               | 0               | 6               | www    |
| Parlamentarny Zespół ds. Realizacji Przepisów Traktatu między Rzecząpospolitą Polską a Republiką Federalną Niemiec o dobrym sąsiedztwie i przyjaznej współpracy, podpisany w Bonn 17 czerwca 1991 | Dorota Arciszewska-Mielewczyk | PiS                 | 12 września 2018       |                  | 9               | 0               | 9               | www    |
| Parlamentarny Zespół ds. Referendum |                               |                     | 23 sierpnia 2017       |                  | 3               | 0               | 3               | www    |
| Parlamentarny Zespół ds. Reform Systemowych i Wolnorynkowych | Jakub Kulesza                 | K                   | 10 grudnia 2015(dts)   |                  | 14              | 0               | 24              | www    |
| Parlamentarny Zespół ds. Reformy Kodeksu Pracy | Piotr Misiło                  | PO-KO               | 23 maja 2018           |                  | 11              | 0               | 11              | www    |
| Parlamentarny Zespół ds. Reformy Wymiaru Sprawiedliwości | Kamila Gasiuk-Pihowicz        | PO-KO               | 23 sierpnia 2017       |                  | 9               | 0               | 9               | www    |
| Parlamentarny Zespół ds. Regionalnych Rad Seniorów | Alicja Kaczorowska            | PiS                 | 29 kwietnia 2016       |                  | 9               | 0               | 9               | www    |
| Parlamentarny Zespół ds. regulacji rynku farmaceutycznego | Waldemar Buda                 | PiS                 | 21 lipca 2016          |                  | 11              | 3               | 14              | www    |
| Parlamentarny Zespół ds. Reindustrializacji Polski | Lech Kołakowski               | PiS                 | 3 listopada 2016       |                  | 25              | 1               | 26              | www    |
| Parlamentarny Zespół ds. renowacji Cmentarza na Rossie w Wilnie |                               |                     | 1 grudnia 2016         |                  | 20              | 0               | 20              | www    |
| Parlamentarny Zespół ds. Reparacji Należnych Polsce | Jerzy Czerwiński              | PiS                 | 17 grudnia 2015        |                  | 0               | 8               | 8               | www    |
| Parlamentarny Zespół ds. Rodziny i Polityki Senioralnej | Jan Łopata                    | PSL-UED             | 10 maja 2017           |                  | 15              | 0               | 15              | www    |
| Parlamentarny Zespół ds. Rolnictwa Ekologicznego | Piotr Olszówka                | PiS                 | 25 stycznia 2017       |                  | 14              | 0               | 14              | www    |
| Parlamentarny Zespół ds. rozwiązywania problemów mieszkańców tzw. „Polski powiatowo-gminnej” | Aleksander Mrówczyński        | PiS                 | 1 grudnia 2015(dts)    |                  | 29              | 0               | 29              | www    |
| Parlamentarny Zespół ds. Rozwiązywania Problemów Uzależnień | Małgorzata Zwiercan           | WiS                 | 19 stycznia 2016       |                  | 10              | 0               | 10              | www    |
| Parlamentarny Zespół ds. rozwoju drobiarstwa jako strategicznej gałęzi polskiej gospodarki | Piotr Cieśliński              | PO-KO               | 26 stycznia 2018       |                  | 9               | 0               | 9               | www    |
| Parlamentarny Zespół ds. Rozwoju Infrastruktury Narciarskiej | Dariusz Kubiak                | PiS                 | 8 lutego 2018          |                  | 8               | 0               | 8               | www    |
| Parlamentarny Zespół ds. Rozwoju Infrastruktury Transportowej i Przemysłu | Jerzy Polaczek                | PiS                 | 11 lutego 2016         | 10 maja 2018     | 19              | 0               | 19              | www    |
| Parlamentarny Zespół ds. Rozwoju Polski Wschodniej | Kazimierz Gołojuch            | PiS                 | 28 stycznia 2016       |                  | 29              | 0               | 28              | www    |
| Parlamentarny Zespół ds. Rozwoju Żeglarstwa | Wojciech Kossakoski           | PiS                 | 3 lipca 2018           |                  | 25              | 0               | 25              | www    |
| Parlamentarny Zespół ds. Rynku E-commerce i Gospodarki Elektronicznej |                               |                     | 7 czerwca 2018         |                  | 11              | 1               | 12              | www    |
| Parlamentarny Zespół ds. Samorządu Terytorialnego | Jerzy Wilk                    | PiS                 | 18 listopada 2015(dts) |                  | 17              | 1               | 18              | www    |
| Parlamentarny Zespół ds. Sądownictwa | Krzysztof Paszyk              | PSL-UED             | 10 maja 2017           |                  | 15              | 0               | 15              | www    |
| Parlamentarny Zespół ds. Sprywatyzowanych Szpitali | Jacek Kurzępa                 | PiS                 | 8 maja 2016            |                  | 7               | 0               | 7               | www    |
| Parlamentarny Zespół ds. Stwardnienia Rozsianego | Anna Kwiecień                 | PiS                 | 15 stycznia 2016       |                  | 12              | 0               | 12              | www    |
| Parlamentarny Zespół ds. Szpitali Powiatowych | Andrzej Gawron                | PiS                 | 11 maja 2016           |                  | 17              | 0               | 17              | www    |
| Parlamentarny Zespół ds. Śląska |                               |                     | 12 listopada 2015(dts) |                  | 9               | 0               | 9               | www    |
| Parlamentarny Zespół ds. Światowego Dziedzictwa UNESCO | Tomasz Głogowski              | PO-KO               | 6 grudnia 2017         |                  | 13              | 0               | 13              | www    |
| Parlamentarny Zespół ds. Technologii Blockchain i Kryptowalut | Jacek Wilk                    | K                   | 9 marca 2018           |                  | 4               | 0               | 4               | www    |
| Parlamentarny Zespół ds. Tenisa Ziemnego | Wojciech Kossakowski          | PiS                 | 1 grudnia 2015(dts)    |                  | 16              | 0               | 16              | www    |
| Parlamentarny Zespół ds. Transportu Drogowego | Małgorzata Janowska           | PiS                 | 1 marca 2018           |                  | 11              | 0               | 11              | www    |
| Parlamentarny Zespół ds. Trójmorza | Zbigniew Gryglas              | PiS                 | 22 listopada 2018      |                  | 16              | 0               | 16              | www    |
| Parlamentarny Zespół ds. Turystyki | Piotr Pyzik                   | PiS                 | 31 grudnia 2015        |                  | 22              | 3               | 25              | www    |
| Parlamentarny Zespół ds. Uniwersytetów Trzeciego Wieku | Michał Szczerba               | PO-KO               | 25 listopada 2015(dts) |                  | 11              | 1               | 12              | www    |
| Parlamentarny Zespół ds. Uregulowania Stosunków Własnościowych | Bartosz Jóźwiak               | Kukiz’15            | 17 grudnia 2015(dts)   |                  | 23              | 2               | 25              | www    |
| Parlamentarny Zespół ds. Utworzenia Przejścia Granicznego w Powiecie Włodawskim | Jarosław Sachajko             | Kukiz’15            | 20 kwietnia 2017       |                  | 6               | 0               | 6               | www    |
| Parlamentarny Zespół ds. utworzenia Uniwersytetu Częstochowskiego | Szymon Giżyński               | PiS                 | 12 grudnia 2016        |                  | 10              | 2               | 12              | www    |
| Parlamentarny Zespół ds. utworzenia województwa częstochowskiego | Szymon Giżyński               | PiS                 | 24 maja 2016           |                  | 1               | 2               | 3               | www    |
| Parlamentarny Zespół ds. Uzdrowisk | Zofia Czernow                 | PO-KO               | 17 grudnia 2015(dts)   |                  | 18              | 0               | 18              | www    |
| Parlamentarny Zespół ds. Weteranów, Kombatantów i Osób Represjonowanych | Anita Czerwińska              | PiS                 | 21 kwietnia 2017       |                  | 12              | 0               | 12              | www    |
| Parlamentarny Zespół ds. Więziennictwa | Katarzyna Czochara            | PiS                 | 14 grudnia 2016        |                  | 6               | 0               | 6               | www    |
| Parlamentarny Zespół ds. Wojska i Obrony Terytorialnej | Katarzyna Czochara            | PiS                 | 16 stycznia 2017       |                  | 9               | 0               | 9               | www    |
| Parlamentarny Zespół ds. wolontariatu i organizacji pozarządowych | Daniel Milewski               | PiS                 | 18 listopada 2015(dts) |                  | 15              | 1               | 16              | www    |
| Parlamentarny Zespół ds. Wsparcia Polskiego Przemysłu Obronnego | Jerzy Polaczek                | PiS                 | 21 grudnia 2015(dts)   |                  | 11              | 0               | 11              | www    |
| Parlamentarny Zespół ds. Wsparcia Rolników i Producentów Żywności | Norbert Kaczmarczyk           | Kukiz’15            | 22 lipca 2016          |                  | 8               | 0               | 8               | www    |
| Parlamentarny Zespół ds. Wspierania Dzieła Misyjnego i Duszpasterstwa Polonijnego | Piotr Pyzik                   | PiS                 | 30 grudnia 2015(dts)   |                  | 13              | 0               | 13              | www    |
| Parlamentarny Zespół ds. Wspierania Międzynarodowej Wymiany Kulturalnej | Elżbieta Stępień              | PO-KO               | 4 listopada 2016       |                  | 6               | 0               | 6               | www    |
| Parlamentarny Zespół ds. Wspierania Młodzieżowych Rad przy Jednostkach Samorządu Terytorialnego                                                                                                   | Jacek Kurzępa                 | PiS                 | 29 kwietnia 2016       |                  | 15              | 0               | 15              | www    |
| Parlamentarny Zespół ds. Wspierania Polskiej Szermierki | Maciej Wąsik                  | PiS                 | 24 kwietnia 2017       |                  | 17              | 0               | 17              | www    |
| Parlamentarny Zespół ds. wspierania pszczelarstwa | Jarosław Sachajko             | Kukiz’15            | 6 października 2016    |                  | 17              | 0               | 17              | www    |
| Parlamentarny Zespół ds. Wspierania Realizacji Inwestycji Środkowoeuropejskiego Centrum Logistycznego w Łodzi                                                                                     | Alicja Kaczorowska            | PiS                 | 30 listopada 2016      |                  | 11              | 0               | 11              | www    |
| Parlamentarny Zespół ds. Wspierania Środowisk Dzieci Wojny | Jacek Kurzępa                 | PiS                 | 21 czerwca 2016        |                  | 11              | 0               | 11              | www    |
| Parlamentarny Zespół ds. wspierania wymiany gospodarczej i kulturalnej pomiędzy Rzecząpospolitą Polską i Republiką Korei                                                                          | Andrzej Kobylarz              | Kukiz’15            | 26 sierpnia 2017       |                  | 4               | 0               | 4               | www    |
| Parlamentarny Zespół ds. wyjaśnienia afer finansowych, w szczególności KNF, SKOK, GetBack | Paulina Hennig-Kloska         | .N                  | 7 lipca 2017           |                  | 24              | 0               | 24              | www    |
| Parlamentarny Zespół ds. Wyścigów Konnych i Jeździectwa | Michał Szczerba               | PO-KO               | 22 lutego 2016         |                  | 8               | 0               | 8               | www    |
| Parlamentarny Zespół ds. Wyzwań Demokracji XXI wieku | Robert Kropiwnicki            | PO-KO               | 5 lipca 2016           |                  | 11              | 0               | 11              | www    |
| Parlamentarny Zespół ds. zbadania nieprawidłowości przy reprywatyzacji | Paweł Lisiecki                | PiS                 | 6 października 2016    |                  | 10              | 0               | 10              | www    |
| Parlamentarny Zespół ds. zbadania przyczyn katastrofy TU-154 M z 10 kwietnia 2010 r. |                               |                     | 21 października 2016   |                  | 150             | 26              | 176             | www    |
| Parlamentarny Zespół ds. Zdrowia Polaków |                               |                     | 20 czerwca 2017        |                  | 12              | 0               | 12              | www    |
| Parlamentarny Zespół ds. zdrowia publicznego | Beata Małecka-Libera          | PO-KO               | 31 grudnia 2015(dts)   |                  | 18              | 2               | 20              | www    |
| Parlamentarny Zespół ds. Zintegrowanego Wielodyscyplinarnego Systemu Profilaktyki, Diagnostyki i Leczenia Chorób Nowotworowych w Polsce Zachodniej „INPRONKO”                                     | Tadeusz Dziuba                | PiS                 | 25 listopada 2015(dts) |                  | 24              | 0               | 24              | www    |
| Parlamentarny Zespół ds. Zrównoważonego Rozwoju Europy |                               |                     | 13 listopada 2015(dts) |                  | 7               | 0               | 7               | www    |
| Parlamentarny Zespół ds. Zwalczania Przestępstw Gospodarczych i Lichwy | Paweł Lisiecki                | PiS                 | 30 marca 2017          |                  | 5               | 0               | 5               | www    |
| Parlamentarny Zespół ds. Żeglugi Śródlądowej | Piotr Pyzik                   | PiS                 | 13 listopada 2017      |                  | 11              | 1               | 12              | www    |
| Parlamentarny Zespół Energii Odnawialnej | Mieczysław Kasprzak           | PSL-UED             | 22 grudnia 2015(dts)   |                  | 13              | 0               | 13              | www    |
| Parlamentarny Zespół Górnictwa i Energii | Ireneusz Zyska                | PiS                 | 26 lutego 2016         |                  | 26              | 2               | 28              | www    |
| Parlamentarny Zespół Historii i Tradycji Wojska Polskiego |                               |                     | 17 listopada 2015(dts) |                  | 21              | 2               | 23              | www    |
| Parlamentarny Zespół Języka Esperanto | Anna Wasilewska               | PO-KO               | 13 września 2016       |                  | 13              | 2               | 15              | www    |
| Parlamentarny Zespół Karpacki | Marek Kuchciński              | PiS                 | 25 listopada 2015(dts) |                  | 34              | 2               | 36              | www    |
| Parlamentarny Zespół Kawalerów Orderu Uśmiechu | Magdalena Kochan              | PO-KO               | 7 listopada 2018       |                  | 7               | 0               | 7               | www    |
| Parlamentarny Zespół Kół Gospodyń Wiejskich i Miejskich |                               |                     | 16 grudnia 2015(dts)   |                  | 10              | 0               | 10              | www    |
| Parlamentarny Zespół Lotnictwa | Zbigniew Dolata               | PiS                 | 12 maja 2016           |                  | 18              | 1               | 19              | www    |
| Parlamentarny Zespół Małej i Średniej Przedsiębiorczości |                               |                     | 16 grudnia 2015(dts)   |                  | 10              | 0               | 10              | www    |
| Parlamentarny Zespół Miłośników Historii | Jan Żaryn                     | PiS                 | 17 grudnia 2015        |                  | 9               | 18              | 27              | www    |
| Parlamentarny Zespół Miłośników Ziemi Bydgoskiej | Tomasz Latos                  | PiS                 | 29 grudnia 2015(dts)   |                  | 9               | 0               | 9               | www    |
| Parlamentarny Zespół na rzecz budowy drogi ekspresowej S6 Szczecin-Gdańsk | Zbigniew Konwiński            | PO-KO               | 20 października 2016   |                  | 15              | 3               | 18              | www    |
| Parlamentarny Zespół na rzecz Godnego, Wspólnotowego i Włączającego Organizowania w roku 2018 Obchodów 100-lecia Odzyskania przez Polskę Niepodległości                                           | Jacek Kurzępa                 | PiS                 | 4 listopada 2016       |                  | 14              | 2               | 16              | www    |
| Parlamentarny Zespół na rzecz Katolickiej Nauki Społecznej | Tadeusz Woźniak               | PiS                 | 26 listopada 2015(dts) |                  | 14              | 4               | 18              | www    |
| Parlamentarny Zespół na rzecz Polityki i Kultury Prorodzinnej | Piotr Uściński                | PiS                 | 25 listopada 2015(dts) |                  | 15              | 2               | 17              | www    |
| Parlamentarny Zespół na rzecz poprawy jakości powietrza w Polsce „Antysmogowy” | Gabriela Lenartowicz          | PO-KO               | 11 marca 2016          |                  | 20              | 0               | 20              | www    |
| Parlamentarny Zespół na rzecz Praw Dzieci do obojga rodziców | Paweł Skutecki                | Kukiz’15            | 15 stycznia 2016       | 28 kwietnia 2016 | 8               | 0               | 8               | www    |
| Parlamentarny Zespół na rzecz Prawa do Życia | Anna Siarkowska               | PiS                 | 10 lutego 2017         |                  | 15              | 0               | 15              | www    |
| Parlamentarny Zespół na Rzecz Rozwoju Radomia i Ziemi Radomskiej | Marek Suski                   | PiS                 | 19 stycznia 2016       |                  | 9               | 2               | 11              | www    |
| Parlamentarny Zespół na rzecz Rozwoju Turystyki i Promocji Regionu Kujawsko-Pomorskiego | Paweł Szramka                 | Kukiz’15            | 10 czerwca 2016        |                  | 12              | 0               | 12              | www    |
| Parlamentarny Zespół na rzecz wprowadzenia Jednomandatowych Okręgów Wyborczych | Paweł Kukiz                   | Kukiz’15            | 27 kwietnia 2016       |                  | 40              | 1               | 41              | www    |
| Parlamentarny Zespół na rzecz Wspierania Przedsiębiorczości i Patriotyzmu Ekonomicznego | Marcin Duszek                 | PiS                 | 25 listopada 2015(dts) |                  | 53              | 3               | 56              | www    |
| Parlamentarny Zespół na rzecz Wolności Gospodarczej |                               |                     | 3 lipca 2018           |                  | 8               | 0               | 8               | www    |
| Parlamentarny Zespół na rzecz współpracy polsko – syryjskiej | Paweł Skutecki                | Kukiz’15            | 24 października 2018   |                  | 3               | 0               | 3               | www    |
| Parlamentarny Zespół Obrony Chrześcijan na Świecie | Robert Mamątow                | PiS                 | 17 grudnia 2017        |                  | 1               | 13              | 14              | www    |
| Parlamentarny Zespół „Posłowie dla Śląska i Zagłębia” | Waldemar Andzel               | PiS                 | 14 stycznia 2016       |                  | 8               | 0               | 8               | www    |
| Parlamentarny Zespół Przyjaciół Gdyni i Małego Trójmiasta Kaszubskiego | Marcin Horała                 | PiS                 | 26 stycznia 2017       |                  | 7               | 0               | 7               | www    |
| Parlamentarny Zespół Przyjaciół Harcerstwa | Bożena Kamińska               | PO                  | 26 listopada 2015(dts) |                  | 20              | 1               | 21              | www    |
| Parlamentarny Zespół Przyjaciół Królewskiego Miasta Sandomierza | Marek Kwitek                  | PiS                 | 23 marca 2017          |                  | 26              | 2               | 28              | www    |
| Parlamentarny Zespół Przyjaciół Lwowa | Sylwester Chruszcz            | WiS                 | 6 kwietnia 2017        |                  | 15              | 1               | 16              | www    |
| Parlamentarny Zespół Przyjaciół Odry | Ryszard Galla                 | niez.               | 18 listopada 2015(dts) |                  | 20              | 1               | 21              | www    |
| Parlamentarny Zespół Przyjaciół Zwierząt | Paweł Suski                   | PO                  | 18 listopada 2015(dts) |                  | 22              | 0               | 22              | www    |
| Parlamentarny Zespół „Przyjaźni Środowisku” | Iwona Arent                   | PiS                 | 26 stycznia 2017       |                  | 3               | 0               | 3               | www    |
| Parlamentarny Zespół Siatkówki | Grzegorz Matusiak             | PiS                 | 10 grudnia 2015(dts)   |                  | 21              | 0               | 21              | www    |
| Parlamentarny Zespół Sportowy | Grzegorz Janik                | PiS                 | 12 listopada 2015(dts) |                  | 67              | 2               | 69              | www    |
| Parlamentarny Zespół Strażaków | Zbigniew Chmielowiec          | PiS                 | 17 listopada 2015(dts) |                  | 89              | 4               | 93              | www    |
| Parlamentarny Zespół Surowców i Energii |                               |                     | 12 listopada 2015(dts) |                  | 16              | 0               | 16              | www    |
| Parlamentarny Zespół Tenisa Stołowego | Grzegorz Matusiak             | PiS                 | 4 października 2016    |                  | 15              | 0               | 15              | www    |
| Parlamentarny Zespół Tradycji i Pamięci Żołnierzy Wyklętych | Leszek Dobrzyński             | PiS                 | 27 stycznia 2016       |                  | 140             | 3               | 143             | www    |
| Parlamentarny Zespół Województwa Śląskiego | Anna Nemś                     | PO                  | 13 stycznia 2016       |                  | 19              | 2               | 21              | www    |
| Parlamentarny Zespół Wspierania Inicjatyw Obywatelskich i Kontaktów z Organizacjami Pozarządowymi                                                                                                 | Stanisław Karczewski          | PiS                 | 17 grudnia 2015        |                  | 2               | 18              | 20              | www    |
| Parlamentarny Zespół Wspierania Przedsiębiorców Poszkodowanych w Outsourcingu Pracowniczym przez organy administracji państwowej RP oraz Poszkodowanych przez SKOK Wołomin                        | Marek Suski                   | PiS                 | 15 marca 2016          |                  | 20              | 2               | 22              | www    |
| Podlaski Zespół Parlamentarny | Bożena Kamińska               | PO                  | 26 listopada 2015(dts) |                  | 9               | 0               | 9               | www    |
| Poselski Zespół ds. Przemysłu Kosmicznego i Eksploracji Kosmosu | Paweł Skutecki                | Kukiz’15            | 15 stycznia 2016       | 8 czerwca 2016   | 3               | 0               | 3               | www    |
| Poselski Zespół na rzecz Nowej Konstytucji | Kornel Morawiecki             | WiS                 | 20 listopada 2015(dts) |                  | 13              | 0               | 13              | www    |
| Warmińsko-Mazurski Zespół Parlamentarny | Jacek Protas                  | PO                  | 25 lutego 2016         |                  | 18              | 1               | 19              | www    |
| Zachodniopomorski Zespół Parlamentarny | Magdalena Kochan              | PO                  | 11 stycznia 2016       |                  | 19              | 4               | 23              | www    |
| Zespół Parlamentarny ds. Iranu | Bartosz Jóźwiak               | Kukiz’15            | 29 lutego 2016         |                  | 4               | 0               | 4               | www    |
| Zespół Parlamentarny ds. kontaktów z Kazachstanem | Tomasz Rzymkowski             | PiS                 | 21 marca 2016          |                  | 3               | 0               | 3               | www    |
| Zespół Parlamentarny ds. współpracy Polsko-Białoruskiej | Adam Andruszkiewicz           | niez.               | 11 marca 2016          |                  | 5               | 0               | 5               | www    |

## Posłowie i Posłanki
Dane statystyczne dotyczące Sejmu VIII kadencji w dniu pierwszego posiedzenia:
Liczba mandatów według płci
| W tym miejscu powinien znaleźć się wykres. Z przyczyn technicznych nie może zostać wyświetlony. Więcej informacji |           | \| \| PiS \| PO \| Kukiz’15 \| .N \| PSL \| MN[6] \| Łącznie \| \| --------- \| --------- \| -------- \| -------- \| -------- \| -------- \| -------- \| --------- \| \| mężczyzna \| 181 (77%) \| 88 (64%) \| 36 (86%) \| 16 (57%) \| 13 (81%) \| 1 (100%) \| 335 (73%) \| \| kobieta \| 54 (23%) \| 50 (36%) \| 6 (14%) \| 12 (43%) \| 3 (19%) \| 0 \| 125 (27%) \| |          |          |          |          |           |
| | PiS       | PO | Kukiz’15 | .N       | PSL      | MN       | Łącznie   |
| mężczyzna | 181 (77%) | 88 (64%) | 36 (86%) | 16 (57%) | 13 (81%) | 1 (100%) | 335 (73%) |
| kobieta | 54 (23%)  | 50 (36%) | 6 (14%)  | 12 (43%) | 3 (19%)  | 0        | 125 (27%) |

Liczba mandatów według stażu poselskiego
| W tym miejscu powinien znaleźć się wykres. Z przyczyn technicznych nie może zostać wyświetlony. Więcej informacji |          | \| \| PiS \| PO \| Kukiz’15 \| .N \| PSL \| MN[6] \| Łącznie \| \| ---------- \| -------- \| -------- \| --------- \| --------- \| ------- \| -------- \| --------- \| \| brak stażu \| 94 (40%) \| 32 (23%) \| 42 (100%) \| 28 (100%) \| 7 (44%) \| 0 \| 203 (44%) \| \| 1 kadencja \| 34 (14%) \| 22 (16%) \| 0 \| 0 \| 3 (19%) \| 0 \| 59 (13%) \| \| 2 kadencje \| 32 (14%) \| 33 (24%) \| 0 \| 0 \| 0 \| 0 \| 65 (14%) \| \| 3 kadencje \| 53 (23%) \| 32 (23%) \| 0 \| 0 \| 3 (19%) \| 1 (100%) \| 89 (19%) \| \| 4 kadencje \| 14 (6%) \| 15 (11%) \| 0 \| 0 \| 1 (6%) \| 0 \| 30 (7%) \| \| 5 kadencji \| 7 (3%) \| 3 (2%) \| 0 \| 0 \| 1 (6%) \| 0 \| 11 (2%) \| \| 6 kadencji \| 1 (0%) \| 0 \| 0 \| 0 \| 1 (6%) \| 0 \| 2 (0%) \| \| 7 kadencji \| 0 \| 1 (1%) \| 0 \| 0 \| 0 \| 0 \| 1 (0%) \| |           |           |         |          |           |
| | PiS      | PO | Kukiz’15  | .N        | PSL     | MN       | Łącznie   |
| brak stażu | 94 (40%) | 32 (23%) | 42 (100%) | 28 (100%) | 7 (44%) | 0        | 203 (44%) |
| 1 kadencja | 34 (14%) | 22 (16%) | 0         | 0         | 3 (19%) | 0        | 59 (13%)  |
| 2 kadencje | 32 (14%) | 33 (24%) | 0         | 0         | 0       | 0        | 65 (14%)  |
| 3 kadencje | 53 (23%) | 32 (23%) | 0         | 0         | 3 (19%) | 1 (100%) | 89 (19%)  |
| 4 kadencje | 14 (6%)  | 15 (11%) | 0         | 0         | 1 (6%)  | 0        | 30 (7%)   |
| 5 kadencji | 7 (3%)   | 3 (2%) | 0         | 0         | 1 (6%)  | 0        | 11 (2%)   |
| 6 kadencji | 1 (0%)   | 0 | 0         | 0         | 1 (6%)  | 0        | 2 (0%)    |
| 7 kadencji | 0        | 1 (1%) | 0         | 0         | 0       | 0        | 1 (0%)    |

Liczba mandatów według wieku
| W tym miejscu powinien znaleźć się wykres. Z przyczyn technicznych nie może zostać wyświetlony. Więcej informacji |          | \| \| PiS \| PO \| Kukiz’15 \| .N \| PSL \| MN[6] \| Łącznie \| \| ---------- \| -------- \| -------- \| -------- \| -------- \| ------- \| -------- \| --------- \| \| poniżej 30 \| 5 (2%) \| 2 (1%) \| 8 (19%) \| 2 (7%) \| 0 \| 0 \| 17 (4%) \| \| 30–39 \| 33 (14%) \| 22 (16%) \| 10 (24%) \| 11 (39%) \| 4 (25%) \| 0 \| 80 (17%) \| \| 40–49 \| 57 (24%) \| 34 (25%) \| 12 (29%) \| 8 (29%) \| 2 (13%) \| 0 \| 113 (25%) \| \| 50–59 \| 86 (37%) \| 48 (35%) \| 7 (17%) \| 6 (21%) \| 5 (31%) \| 1 (100%) \| 153 (33%) \| \| powyżej 60 \| 54 (23%) \| 32 (23%) \| 5 (12%) \| 1 (4%) \| 5 (31%) \| 0 \| 97 (21%) \| |          |          |         |          |           |
| | PiS      | PO | Kukiz’15 | .N       | PSL     | MN       | Łącznie   |
| poniżej 30 | 5 (2%)   | 2 (1%) | 8 (19%)  | 2 (7%)   | 0       | 0        | 17 (4%)   |
| 30–39 | 33 (14%) | 22 (16%) | 10 (24%) | 11 (39%) | 4 (25%) | 0        | 80 (17%)  |
| 40–49 | 57 (24%) | 34 (25%) | 12 (29%) | 8 (29%)  | 2 (13%) | 0        | 113 (25%) |
| 50–59 | 86 (37%) | 48 (35%) | 7 (17%)  | 6 (21%)  | 5 (31%) | 1 (100%) | 153 (33%) |
| powyżej 60 | 54 (23%) | 32 (23%) | 5 (12%)  | 1 (4%)   | 5 (31%) | 0        | 97 (21%)  |

Średni wiek posłów
| W tym miejscu powinien znaleźć się wykres. Z przyczyn technicznych nie może zostać wyświetlony. Więcej informacji |      | \| PiS \| PO \| Kukiz’15 \| .N \| PSL \| MN[6] \| \| ---- \| ---- \| -------- \| ---- \| ---- \| ----- \| \| 50,9 \| 50,8 \| 42,2 \| 42,5 \| 50,6 \| 59 \| |      |      |    |
| PiS | PO   | Kukiz’15 | .N   | PSL  | MN |
| 50,9 | 50,8 | 42,2 | 42,5 | 50,6 | 59 |

## Prace Sejmu
Sejm obraduje na posiedzeniach zwoływanych przez Marszałka Sejmu.

### Rok 2015

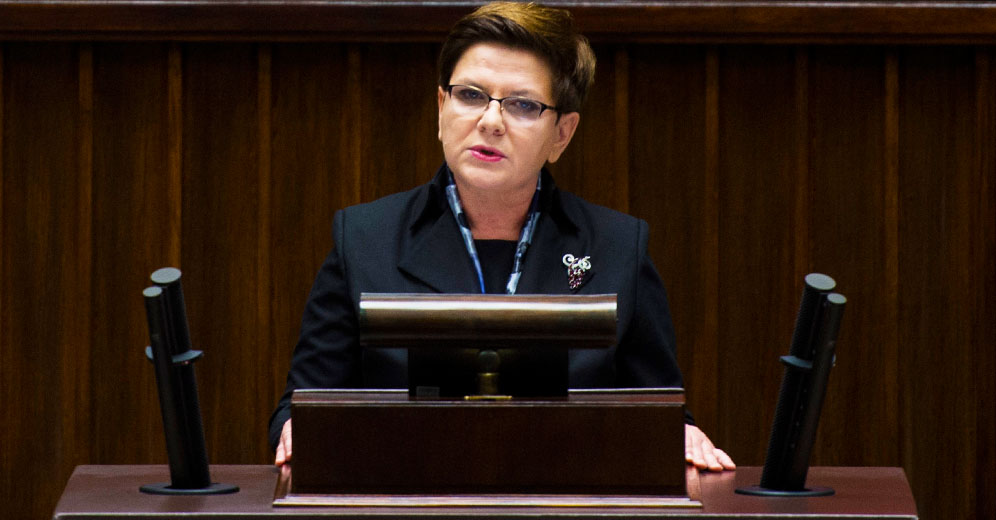
Beata Szydło wygłasza exposé, 18 listopada 2015

- 12 XI – pierwszy dzień pierwszego posiedzenia Sejmu
- 12 XI – podjęcie uchwały o wyborze Marszałka Sejmu: Marek Kuchciński – 409 głosów za, Kornel Morawiecki – 42 głosów za, 7 posłów skreśliło wszystkie kandydatury[7]
- 12 XI – podjęcie uchwał o wyborze wicemarszałków Sejmu:
  - Joachim Brudziński (330 za, 75 przeciw, 40 wstrzymujących się, 223 większość bezwzględna)[8],
  - Barbara Dolniak (411 za, 10 przeciw, 31 wstrzymujących się, 227 większość bezwzględna)[8],
  - Małgorzata Kidawa-Błońska (389 za, 40 przeciw, 22 wstrzymujących się, 226 większość bezwzględna)[8],
  - Ryszard Terlecki (392 za, 25 przeciw, 35 wstrzymujących się, 227 większość bezwzględna)[8],
  - Stanisław Tyszka (362 za, 61 przeciw, 30 wstrzymujących się, 227 większość bezwzględna)[8].
- 16 XI – wybór składu osobowego Komisji do Spraw Unii Europejskiej[9].
- 18 XI – exposé Beaty Szydło (→Rząd Beaty Szydło).
- 18 XI – udzielenie wotum zaufania Radzie Ministrów (236 za, 202 przeciw, 18 wstrzymujących się, 229 większość bezwzględna)[10].
- 18 XI – wybór sekretarzy Sejmu[11], składów osobowych Komisji Etyki Poselskiej[12] i Komisji do Spraw Służb Specjalnych[13] oraz członków Trybunału Stanu[14].
- 25 XI – wybór członków Krajowej Rady Sądownictwa[15] oraz Krajowej Rady Prokuratury[16].
- 2 XII – wybór sędziów Trybunału Konstytucyjnego[17][18]

### Uchwały
- 19 XI 2015 – w sprawie solidarności z narodem francuskim oraz uczczenia pamięci ofiar zamachów terrorystycznych w Paryżu[19]
- 25 XI 2015 – stwierdzenia braku mocy prawnej uchwały Sejmu Rzeczypospolitej Polskiej z dnia 8 października 2015 r., w sprawie wyboru sędziego Trybunału Konstytucyjnego opublikowanej w Monitorze Polskim z 23 października 2015 r. pozycje 1038[20], 1039[21], 1040[22], 1041[23], 1042[24]

### Wota nieufności
| Uzasadnia               | Osoba                                                              | Komisja opiniująca                                  | Opinia komisji | Sprawozdawca          | Głosy | Głosy   | Głosy              | Decyzja                          | Nr druku |
| Uzasadnia               | Osoba                                                              | Komisja opiniująca                                  | Opinia komisji | Sprawozdawca          | za    | przeciw | wstrzymujących się | Decyzja                          | Nr druku |
| ----------------------- | ------------------------------------------------------------------ | --------------------------------------------------- | -------------- | --------------------- | ----- | ------- | ------------------ | -------------------------------- | -------- |
| Marek Wójcik            | Mariusz Błaszczak (Minister Spraw Wewnętrznych i Administracji)    | Administracji i Spraw Wewnętrznych                  | Negatywna      | Arkadiusz Czartoryski | 177   | 239     | 27                 | nieudzielone                     | 281      |
| Stefan Niesiołowski     | Antoni Macierewicz (Minister Obrony Narodowej)                     | Obrony Narodowej                                    | Negatywna      | Michał Jach           | 166   | 267     | 3                  | nieudzielone                     | 662      |
| Rafał Grupiński         | Anna Zalewska (Minister Edukacji Narodowej)                        | Edukacji, Nauki i Młodzieży                         | Negatywna      | Marzena Machałek      | 168   | 253     | 11                 | nieudzielone                     | 934      |
| Gabriela Lenartowicz    | Jan Szyszko (Minister Środowiska)                                  | Ochrony Środowiska, Zasobów Naturalnych i Leśnictwa | Negatywna      | Dariusz Bąk           | 173   | 262     | 4                  | nieudzielone                     | 1320     |
| Grzegorz Schetyna       | Rada Ministrów                                                     | Skierowano do rozpatrzenia na posiedzeniu Sejmu     | –              | –                     | 174   | 238     | 4                  | nieudzielone                     | 1436     |
| Borys Budka             | Mariusz Błaszczak (Minister Spraw Wewnętrznych i Administracji)    | Administracji i Spraw Wewnętrznych                  | Negatywna      | Arkadiusz Czartoryski | 194   | 236     | 5                  | nieudzielone                     | 1629     |
| Mirosław Maliszewski    | Krzysztof Jurgiel (Minister Rolnictwa i Rozwoju Wsi)               | Rolnictwa i Rozwoju Wsi                             | Negatywna      | Robert Telus          | 363   | 2       | 61                 | Wniosek wycofany 20 lipca 2017   | 1690     |
| Mirosław Maliszewski    | Krzysztof Jurgiel (Minister Rolnictwa i Rozwoju Wsi)               | Rolnictwa i Rozwoju Wsi                             | Negatywna      | Robert Telus          | 169   | 231     | 22                 | nieudzielone                     | 1838     |
| Grzegorz Schetyna       | Rada Ministrów                                                     | Skierowano do rozpatrzenia na posiedzeniu Sejmu     | –              | –                     | 168   | 239     | 17                 | nieudzielone                     | 2075     |
| Urszula Pasławska       | Piotr Gliński (Minister Kultury i Dziedzictwa Narodowego)          | Kultury i Środków Przekazu                          | Negatywna      | Elżbieta Kruk         | 188   | 237     | 3                  | nieudzielone                     | 2478     |
| Urszula Augustyn        | Beata Szydło (Wicepremier, Przewodnicząca Komitetu Społecznego RM) | Polityki Społecznej i Rodziny                       | Negatywna      | Teresa Wargocka       | 189   | 235     | 4                  | nieudzielone                     | 2495     |
| Marzena Okła-Drewnowicz | Elżbieta Rafalska (Minister Rodziny, Pracy i Polityki Społecznej)  | Polityki Społecznej i Rodziny                       | Negatywna      | Bożena Borys-Szopa    | 192   | 234     | 2                  | nieudzielone                     | 2496     |
| Dorota Niedziela        | Krzysztof Jurgiel (Minister Rolnictwa i Rozwoju Wsi)               | Rolnictwa i Rozwoju Wsi                             |                |                       |       |         |                    | Wniosek stał się bezprzedmiotowy | 2645     |
| Urszula Augustyn        | Anna Zalewska (Minister Edukacji Narodowej)                        | Edukacji, Nauki i Młodzieży                         | Negatywna      | Kazimierz Moskal      | 166   | 226     | 15                 | nieudzielone                     | 2850     |
| Grzegorz Schetyna       | Rada Ministrów                                                     | Skierowano do rozpatrzenia na posiedzeniu Sejmu     | –              | –                     | 163   | 233     | 20                 | nieudzielone                     | 3069     |
| Kamila Gasiuk-Pihowicz  | Zbigniew Ziobro (Minister Sprawiedliwości)                         | Sprawiedliwości i Praw Człowieka                    | Negatywna      | Marek Ast             | 177   | 233     | 23                 | nieudzielone                     | 3162     |
| Dorota Niedziela        | Jan Krzysztof Ardanowski (Minister Rolnictwa i Rozwoju Wsi)        | Rolnictwa i Rozwoju Wsi                             | Negatywna      | Zbigniew Dolata       | 170   | 233     | 20                 | nieudzielone                     | 3264     |
| Agnieszka Pomaska       | Henryk Kowalczyk (Minister Środowiska)                             | Ochrony Środowiska, Zasobów Naturalnych i Leśnictwa | Negatywna      | Barbara Dziuk         | 170   | 246     | 9                  | nieudzielone                     | 3607     |